# Maaike Boogaard
Maaike Boogaard, née le 24 août 1998 à Hoorn, est une coureuse cycliste néerlandaise.

## Palmarès sur route

### Par années
- 2013
  -  Championne des Pays-Bas du contre-la-montre cadettes
  - 2e du championnat des Pays-Bas sur route cadettes
- 2014
  - 3e du championnat des Pays-Bas du contre-la-montre cadettes
- 2016
  -  Championne des Pays-Bas du contre-la-montre juniors
- 2017
  - 7e du championnat du monde du contre-la-montre par équipes
- 2018
  - 7e du championnat du monde du contre-la-montre par équipes
- 2020
  - 6e du championnat d'Europe du contre-la-montre espoirs
  - 8e de La Madrid Challenge by La Vuelta
- 2022
  - Circuit de Borsele
- 2023
  - 3e du GP Oetingen
- 2024
  - Grand Prix d'Isbergues

### Résultats sur les grands tours

#### Tour d'Italie
2 participations
- 2019 : 84e
- 2020 : 47e

#### Tour de France
2 participations :
- 2022 : 54e
- 2023 : 91e

### Classements mondiaux
| Année                                 | 2017 | 2018 | 2019 | 2020 | 2021 | 2022 | 2023 | 2024 |
| ------------------------------------- | ---- | ---- | ---- | ---- | ---- | ---- | ---- | ---- |
| Classement UCI                        | 500e | 277e | 211e | 92e  | 234e | 89e  | 316e | 189e |
| UCI World Tour                        | nc   | 133e | 94e  | 55e  | 106e | 93e  | 232e | 279e |
|                                       |      |      |      |      |      |      |      |      |
| Légende : nc = non classéSource : UCI |      |      |      |      |      |      |      |      |